# Bernardus Cuelmann

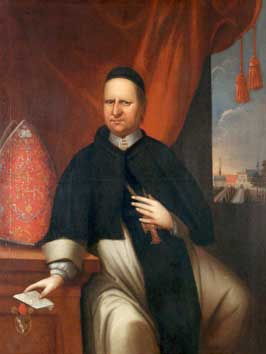
Bernardus Cuelmann, 39. Abt von Marienfeld

Bernardus Cuelmann SOCist (* 1643 in Beckum oder Münster; † 14. Januar 1705) war Zisterzienser und Abt des Klosters Marienfeld.

## Leben
Bernardus Cuelmann wurde in Beckum oder Münster geboren; die Quellen sind sich hier nicht einig. Im Jahr 1663 trat er, zusammen mit seinem Nachfolger Johannes Rulle in die Abtei Marienfeld ein. Nach dem Tode von Johannes Stades im Jahre 1681 wurde Cuelmann im November desselben Jahres vom Konvent des Klosters zum Abt gewählt. Am 17. November 1681 erfolgte die Weihe im Mutterkloster Hardehausen durch den münsteraner Weihbischof Nikolaus, Titularbischof von Titiopolitanum.
Während seiner Amtszeit wurden 22 Brüder in den Orden aufgenommen, von denen einer jedoch wieder entlassen wurde. 
Am 14. Januar 1705 starb Abt Cuelmann und wurde dann im Kapitelshaus des Klosters Marienfeld begraben. Wegen seiner vielen Bautätigkeiten in Marienfeld hinterließ er seinem Nachfolger einige Schulden.

## Bautätigkeit
Im Laufe der Amtszeit von Abt Cuelmann stellte sich heraus, dass die vorhandene Orgel von Johan Adam Reineking in einem schlechten Zustand ist. So ließ Cuelmann diese im Jahre 1690/91 aufwendig restaurieren. 1693 wurde der Catharinen-Altar neu bemalt. Unter Vorgänger Caesem wurde mit dem Bau des neuen Hochaltares begonnen. Im Jahre 1694 wurde dieser mit kostbaren Farben bemalt. Deshalb befindet sich heute noch das Wappen des Abtes Cuelmann am barocken Hochaltar. 1695 war in der kleinen Glocke im Turm ein Sprung. Deshalb ließ Cuelmann die Glocke bei Johan Fricke in Gütersloh neu gießen. In den folgenden Jahren ließ Cuelmann baufällige Gebäude des Klosters niederreißen. Da darunter auch die bisherige Abtei war, musste ein neues Gebäude erbaut werden. An der Stelle, an der früher das Richthaus stand, nämlich westlich der Abteikirche ließ Cuelmann von 1699 bis 1702 das Abteigebäude errichten. Am 28. Februar 1699 wurde hierfür ein Vertrag mit dem Maurermeister Gert Affhüppe geschlossen. Wer der Architekt dieses Gebäude ist, lässt sich nicht genau rekonstruieren.